# Rogeria (Formicidae)
Rogeria é um gênero de insetos, pertencente a família Formicidae.

## Espécies
- R. alzatei
- R. belti
- R. blanda
- R. bruchi
- R. brunnea
- R. caraiba
- R. carinata
- R. cornuta
- R. creightoni
- R. cubensis
- R. cuneola
- R. curvipubens
- R. exsulans
- R. foreli
- R. germaini
- R. gibba
- R. huachucana
- R. inermis
- R. innotabilis
- R. lacertosa
- R. leptonana
- R. manni
- R. micromma
- R. minensis
- R. minima
- R. neilyensis
- R. pellecta
- R. procera
- R. scabra
- R. scandens
- R. sicaria
- R. stigmatica
- R. subarmata
- R. sublevinodis
- R. terescandens
- R. tonduzi